# Ubaye-Serre-Ponçon
Ubaye-Serre-Ponçon (okzitanisch Ubaia e La Sèrra de Ponçon) ist eine französische Gemeinde mit 796 Einwohnern (Stand: 1. Januar 2022) im Département Alpes-de-Haute-Provence in der Region Provence-Alpes-Côte d’Azur. Sie gehört zum Kanton Barcelonnette im Arrondissement Barcelonnette.
Sie entstand als Commune nouvelle mit Wirkung vom 1. Januar 2017 aus dem Zusammenschluss der ehemaligen Gemeinden La Bréole und Saint-Vincent-les-Forts, die in der neuen Gemeinde den Status einer Commune déléguée haben. Der Sitz der Gemeinde befindet sich im Ort  La Bréole.
Nachbargemeinden sind Espinasses (Berührungspunkt) im Nordwesten, Rousset-Serre-Ponçon und Le Sauze-du-Lac im Norden, Le Lauzet-Ubaye im Nordosten, Montclar und Selonnet im Süden, Saint-Martin-lès-Seyne (Berührungspunkt) im Südwesten sowie Bréziers und Rochebrune im Westen.

## Gliederung
| Ortsteil                    | ehemaliger INSEE-Code | Fläche (km²) | Einwohnerzahl zum 1. Januar 2022 |
| --------------------------- | --------------------- | ------------ | -------------------------------- |
| La Bréole (Verwaltungssitz) | 04033                 | 39,66        | 398                              |
| Saint-Vincent-les-Forts     | 04198                 | 22,82        | 398                              |